# Joseph et André Favre
Joseph et André Favre sont deux frères architectes du XXe siècle qui ont marqué le paysage dijonnais notamment par des réalisations de style Art déco .

## Biographie
Joseph Favre, ingénieur-architecte et son frère André, architecte, ont fondé en 1925 une société en nom collectif dont le siège est situé en leur domicile, au n°6 place Auguste-Dubois (Immeuble bâti par l'architecte Louis Perreau en 1904).

## Œuvres

### Dijon
- Immeuble de Style Art déco, situé au n°8 de la rue Eugène-Guillaume, en 1921 [3].
- Immeuble de Style Art déco, situé au n°10 de la rue Eugène-Guillaume, en 1925 [4].
- Immeuble de Style Art déco, situé au n°1 de la rue Montmartre, en 1926 [5].
- Immeuble de Style Art déco, situé à l'angle de la rue du Docteur-Durande et de la rue de l'Egalité (n°14), en 1926[6].
- Immeuble de Style Art déco, situé à l'angle de la rue de l'Egalité et de la rue Nicolas-Berthot (n°11), en 1926 [7].
- Immeuble de Style Art déco, situé à l'angle de la rue Montmartre et de la rue du Docteur-Durande (n°4-6-8), en 1928 [8].
- Immeuble de Style Art déco, situé à l'angle de la rue Eugène-Guillaume et de la rue Montmartre (n°3 bis), en 1929 [9].
- Immeuble de Style Art déco, situé à l'angle de la rue de Nicolas-Berthot et de la rue Montmartre (n°17), en 1930 [10].
- Immeuble de Style Art déco, situé à l'angle de la rue Gagnereaux (n°1) et de la rue Sambin (n°33-35-37-39), en 1933 [11].
- Immeuble de Style Art déco, situé à l'angle de la rue des Roses (n°11 bis) et de la rue des Fleurs, en 1949[12].

### Besançon
- Lotissement concerté, situé avenue Edouard Droz, rue de la Mouillère et place Payot, en 1950 [13].

## Galerie

### Dijon

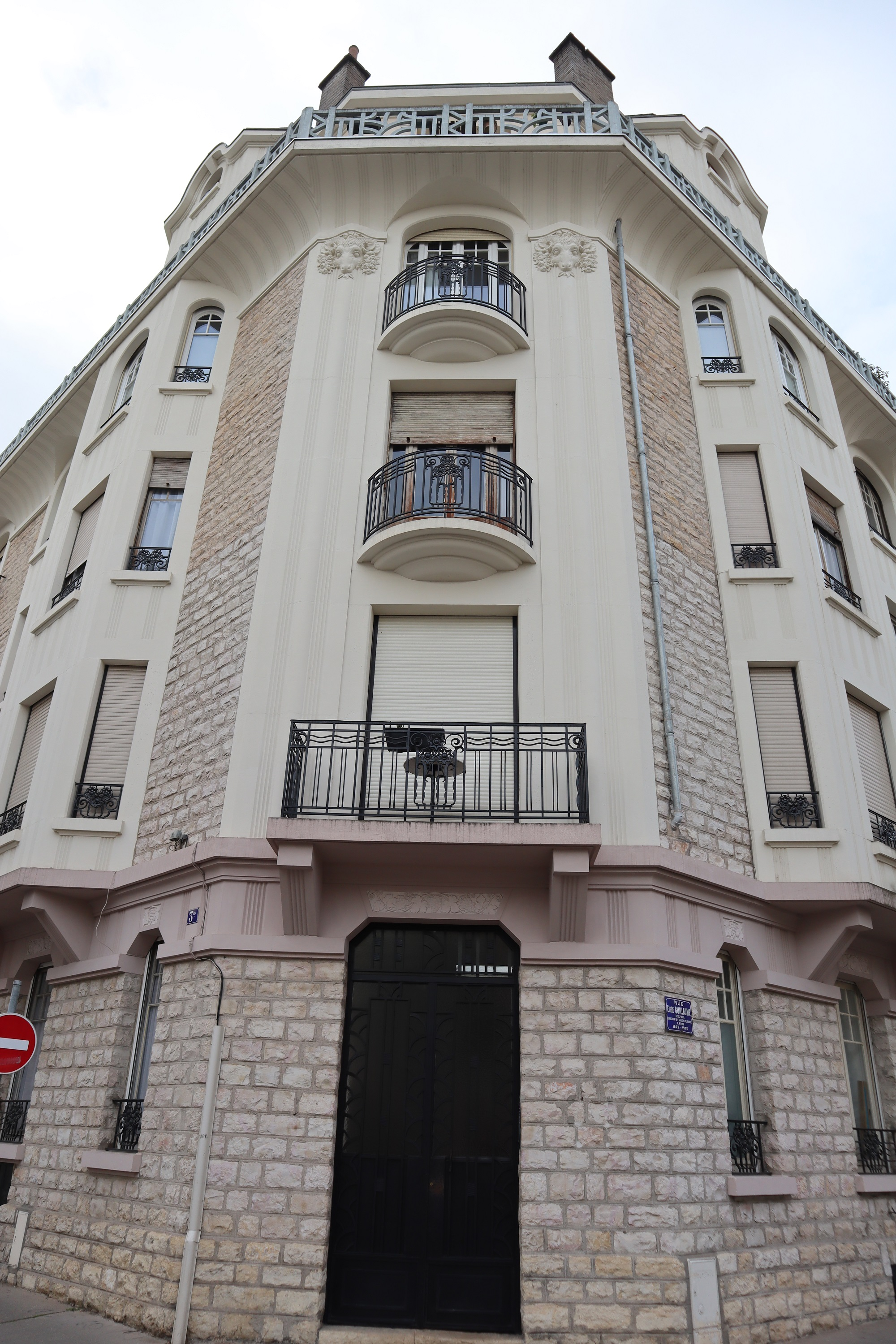
Immeuble au n°3 bis Rue de Montmartre
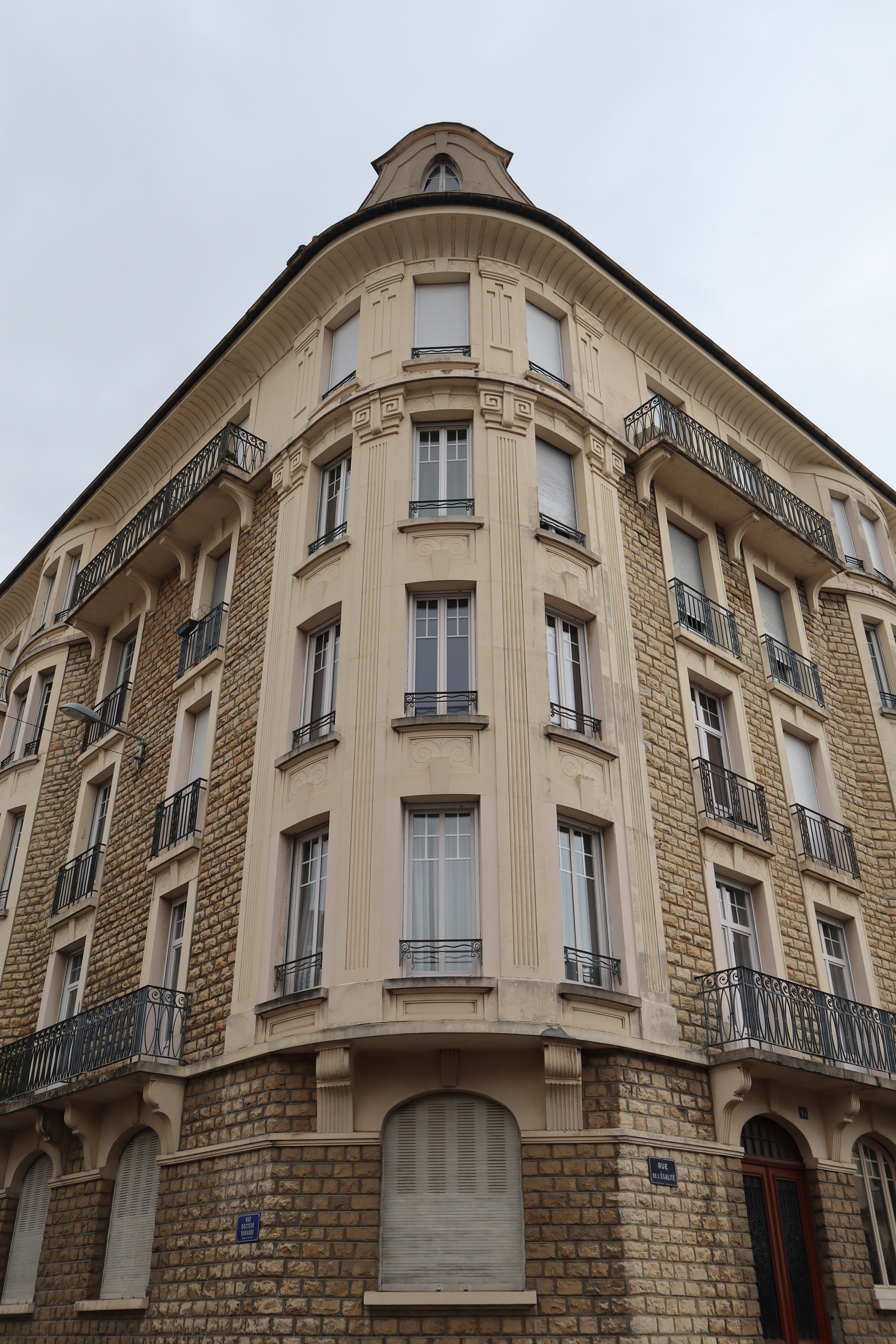
Immeuble au n°14 Rue de l'Égalité
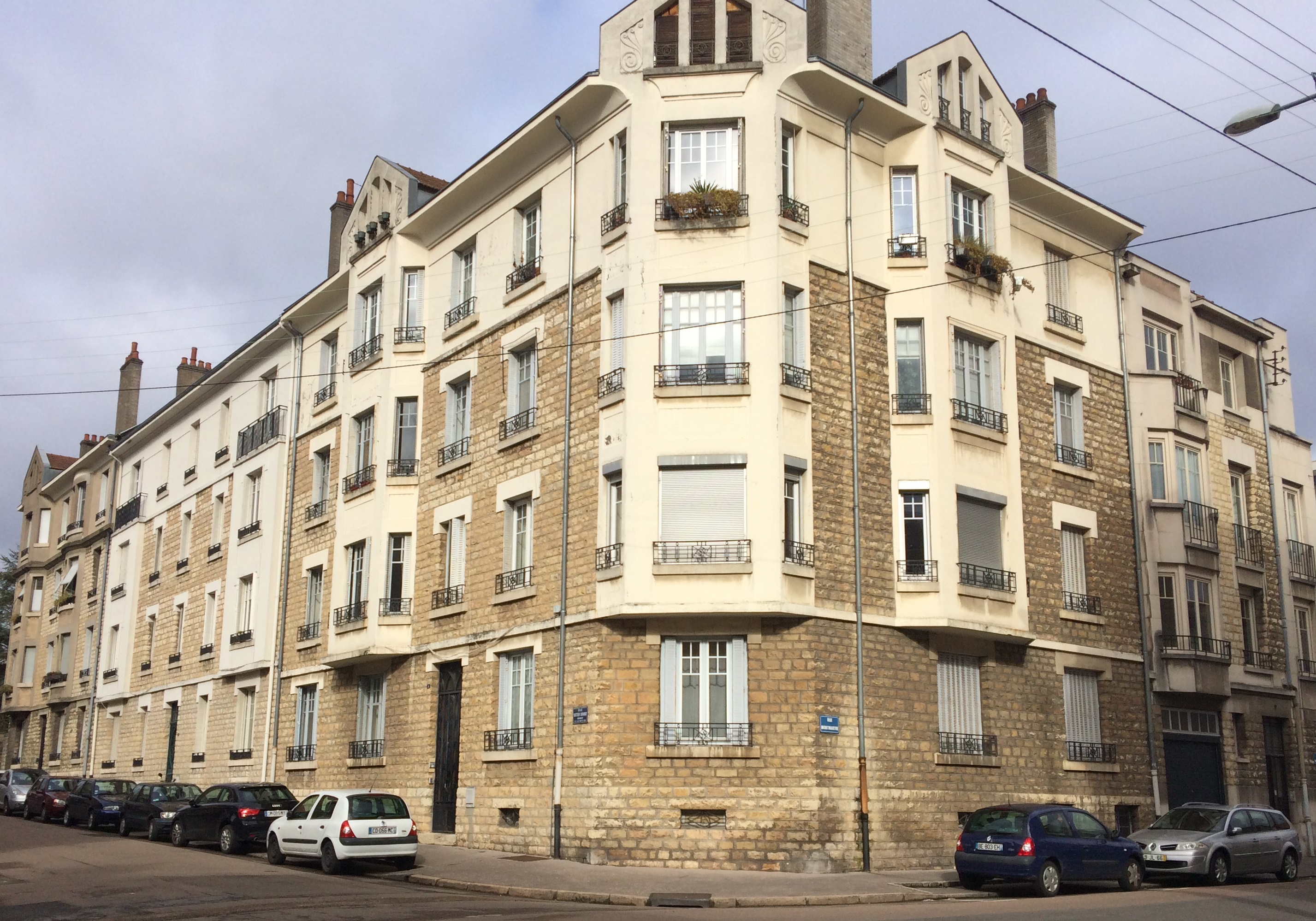
Immeuble à l'angle de la rue Montmartre et de la rue du Docteur-Durande
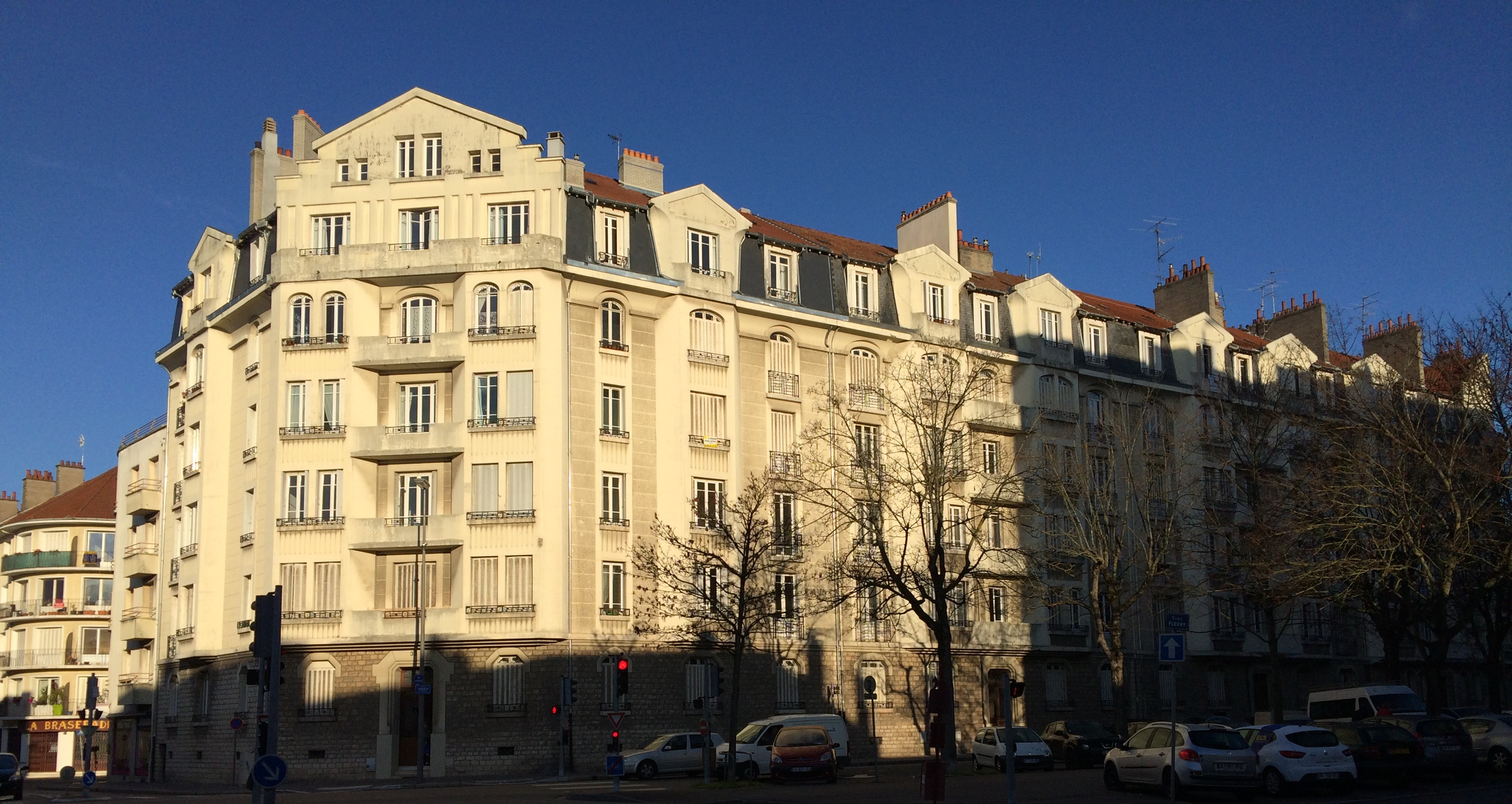
Immeuble  à l'angle de la rue Gagnereaux et de la rue Sambin
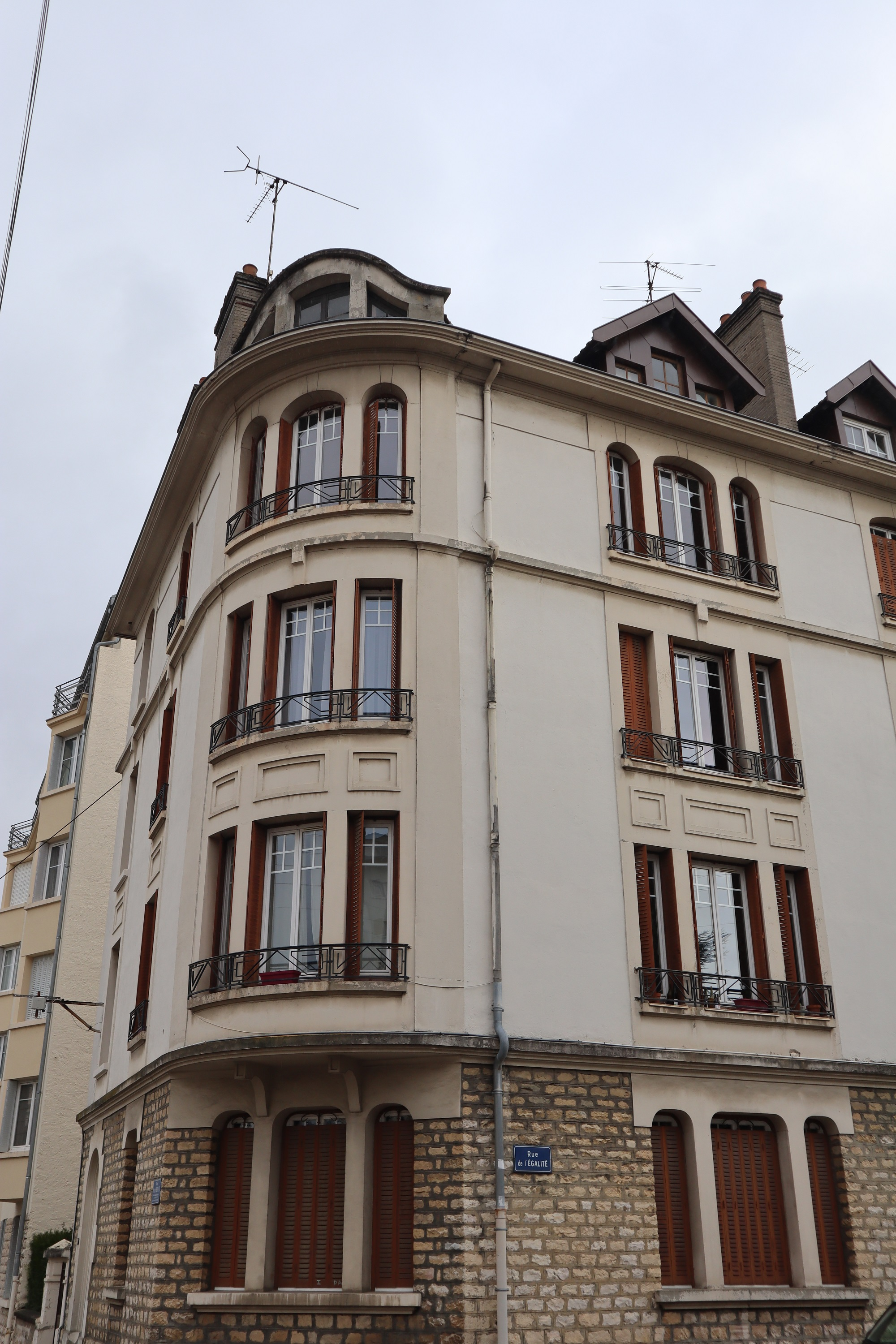
Immeuble à l'angle de la rue Nicolas Berthot et de l'Egalité
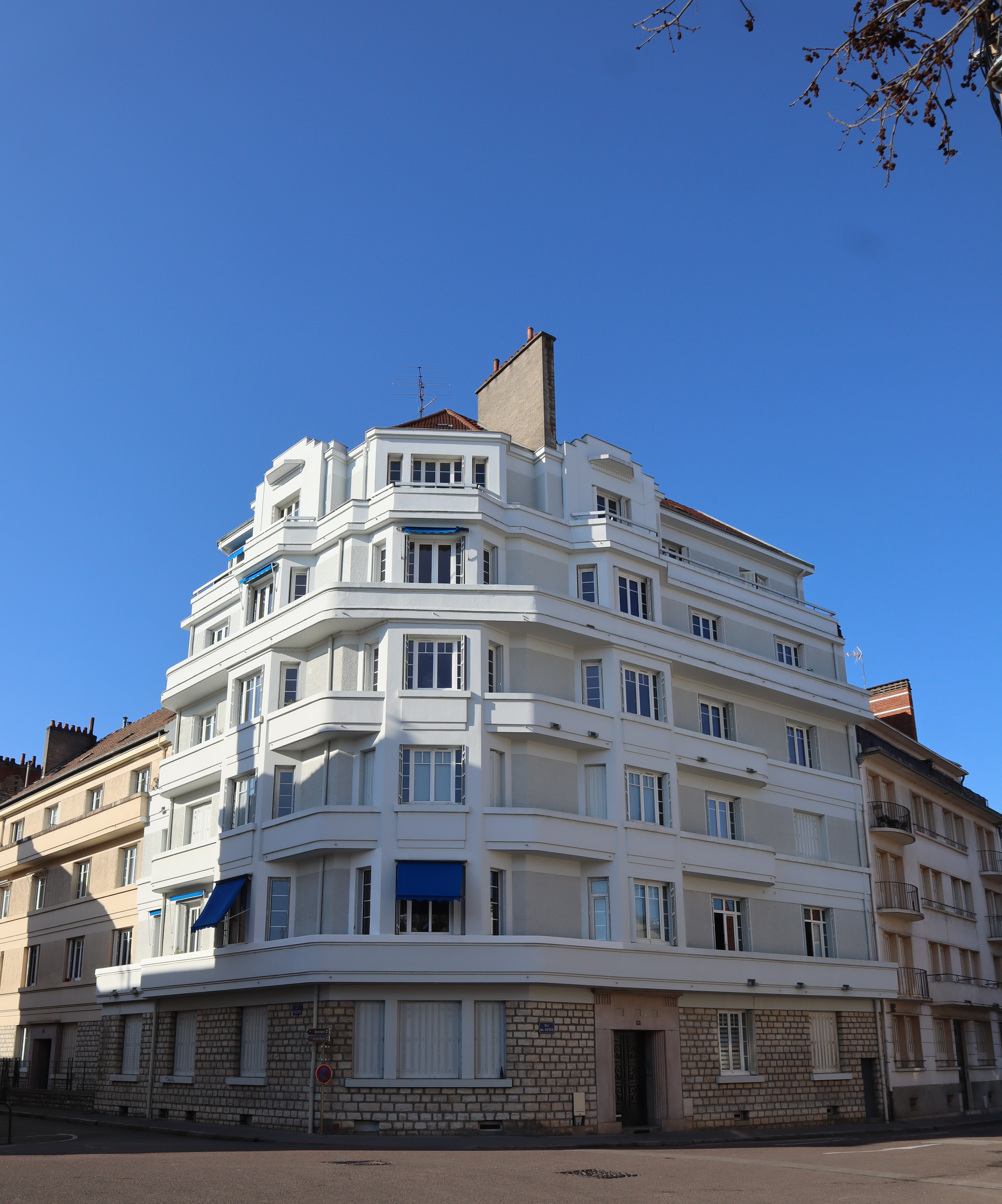
Immeuble  à l'angle de la rue des Roses et de la rue des Fleurs

### Besançon

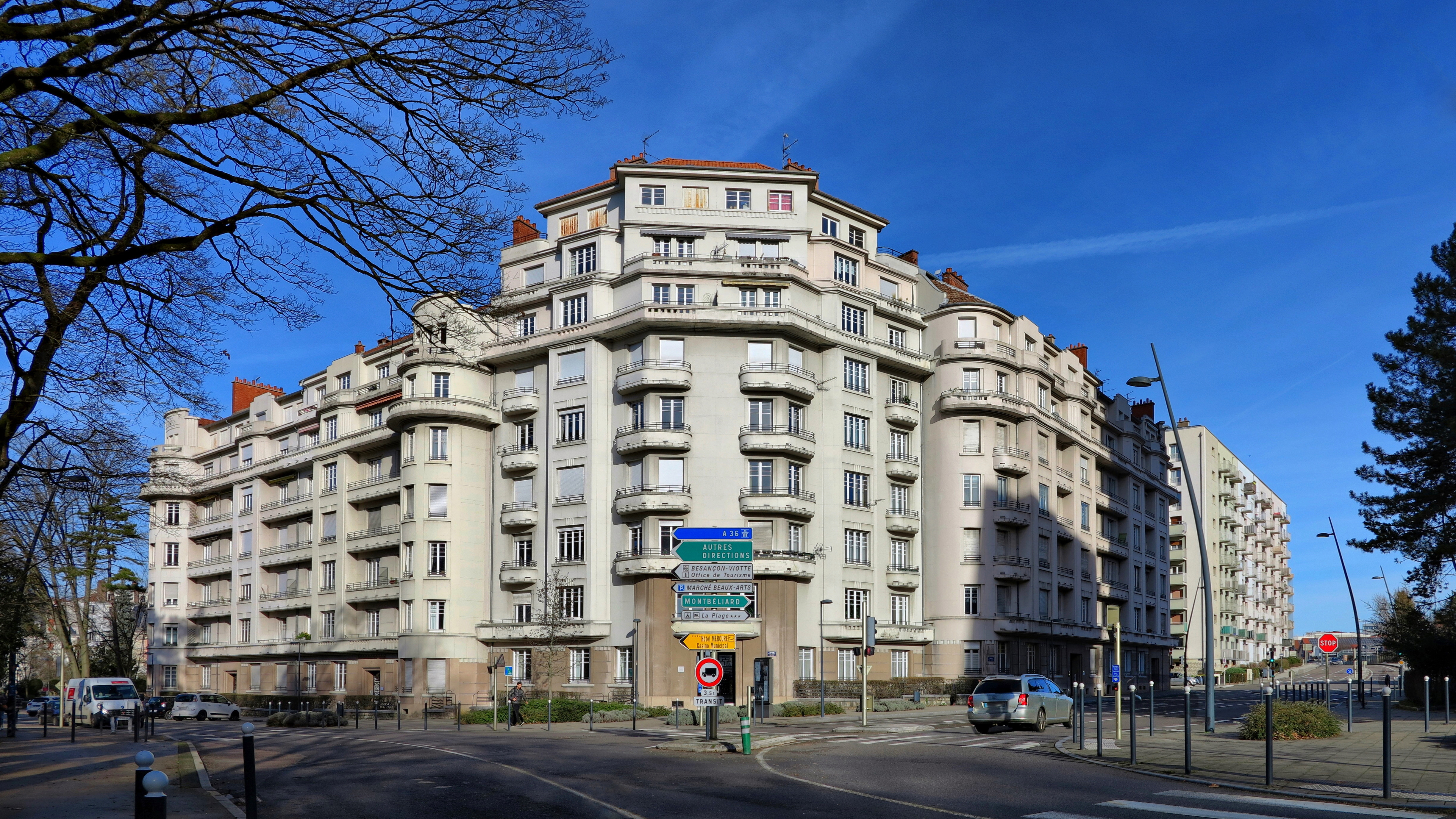
Immeuble situé avenue Édouard -Droz, rue de la Mouillère et place Payot